# Borys Krjutschkow
Borys Olehowytsch Krjutschkow (ukrainisch Борис Олегович Крючков, * 18. Februar 1988 in Nowowolynsk) ist ein ukrainischer Handballtorwart.
Der 2,00 Meter große und 98 Kilogramm schwere Torhüter steht seit 2009 bei HK Portowyk Juschne unter Vertrag; zuvor spielte er von 1997 bis 2004 bei ZTR Saporischschja, von 2005 bis 2006 bei Aviator Kiew und von 2007 bis 2009 bei HK Schachtar Donezk.
Borys Krjutschkow stand in vier Länderspielen für die ukrainische Nationalmannschaft im Tor (Stand: Dezember 2009). Er stand im erweiterten Aufgebot zur Europameisterschaft 2010.